# 75 del Cranc
75 del Cranc (75 Cancri) és un sistema estel·lar a la constel·lació del Cranc de magnitud aparent +5,98. S'hi troba a 101 anys llum del sistema solar i la seva cinemàtica suggereix que forma part de l'anomenat «Corrent d'Hèrcules».
La component principal del sistema és una subgegant groga de tipus espectral G5IV-V la temperatura efectiva de la qual és de 5741 ± 40 K. Gira sobre si mateixa amb una velocitat de rotació de 6 km/s i no existeix una estimació precisa de la seva massa, estant compresa entre 0,9 i 1,2 masses solars. La component secundària, de la qual poc es sap, pot tenir una massa un 29% menor que la massa solar. El període orbital d'aquesta binària és de 19,412 dies i l'òrbita és moderadament excèntrica (ε = 0,20).
Quant a la seva composició elemental, 75 Cancri té una metal·licitat —abundància relativa d'elements més pesants que l'heli— probablement semblant a la solar, amb valors per al seu índex de metal·licitat [Fe/H] compresos entre +0,08 i -0,09, depenent de la font consultada. Els nivells de diversos elements avaluats com calci, vanadi, crom i níquel segueixen la mateixa tendència que el ferro. L'edat aproximada d'aquest sistema està compresa entre 5.900 i 6.723 milions d'anys.